# Galàxia de disc

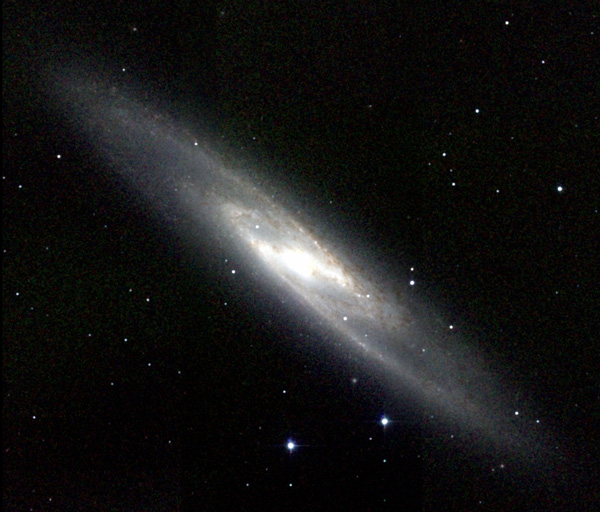
La galàxia de l'Escultor (NGC 253)

Les galàxies de disc són galàxies que tenen discs, un volums d'estrelles aplanat i circular. Aquestes galàxies poden incloure o no una regió central, bulb galàctic, sense disc aparent.
Els tipus de galàxies de disc inclouen: These galaxies may or may not include a central non-disc-like region (a galactic bulge).
- galàxies espirals
  - galàxies espirals no barrades (tipus S, SA)
  - galàxies espirals barrades (tipus SB)
  - galàxies espirals barrades intermèdies (type SAB)
- galàxies lenticulars (type E8, S0, SA0, SB0, SAB0)